# Zbieżność prawie jednostajna
Zbieżność prawie jednostajna ciągu funkcji względem (pewnej) miary – rodzaj zbieżności ciągów funkcyjnych rozważany w teorii miary i analizie matematycznej. Pojęcie pojawiło się w sferze zainteresowań matematyków z początkiem XX wieku.

## Definicja
Niech {\displaystyle (f_{n})_{n\in \mathbb {N} }} będzie ciągiem funkcji prawie wszędzie skończonych. {\displaystyle f_{n},f\colon A\longrightarrow {\overline {\mathbb {R} }},\mu \colon {\mathfrak {M}}\longrightarrow [0,\infty ]} – miara. {\displaystyle A\in {\mathfrak {M}}.}

Mówimy, że ciąg {\displaystyle (f_{n})_{n\in \mathbb {N} }} jest zbieżny do funkcji {\displaystyle f} prawie jednostajnie względem miary {\displaystyle \mu } (na zbiorze {\displaystyle A}) wtedy i tylko wtedy, gdy:
{\displaystyle \bigwedge _{\varepsilon >0}\bigvee _{{\mathfrak {M}}\ni B\subset A}}{\displaystyle \left[\right.\mu (A\setminus B)<\varepsilon \wedge (f_{n}|_{B})_{n\in \mathbb {N} }} jest zbieżny jednostajnie do funkcji {\displaystyle f|_{B}\left]\right..}

## Twierdzenia o zbieżności prawie jednostajnej
- Każdy ciąg zbieżny prawie jednostajnie jest zbieżny prawie wszędzie i według miary (do tej samej funkcji).
- Twierdzenie Riesza.
- Twierdzenie Jegorowa.